# نیژنیه چوگلی
نیژنیه چوگلی (به لاتین: Nizhneye Chugli) یک منطقهٔ مسکونی در روسیه است که در شهرستان لواشینسکی واقع شده‌است.